# Mara Keisling
Mara Keisling (Scranton, 29 de setembro de 1959) é uma ativista norte-americana pelos direitos transgêneros e diretora executiva fundadora do National Center for Transgender Equality. Em 2003, Keisling fundou o Centro Nacional para a Igualdade Transgênero (National Center for Transgender Equality, em inglês) para defender os direitos das pessoas transgênero nos Estados Unidos.

## Primeiros anos e educação
Keisling nasceu de William e Elaine Keisling em Scranton, Pensilvânia, como uma dos sete irmãos em uma família judia. Ela se formou como Bacharel em Ciências Sociais pela Universidade Estadual da Pensilvânia e fez pós-graduação no Governo Americano na Universidade Harvard. Ela trabalhou por 25 anos em marketing social e pesquisa de opinião pública, enquanto também lecionava governo como membro adjunto do corpo docente na Universidade George Mason e na Universidade Marymount.

## Carreira como ativista
Depois de se revelar uma mulher transgênero no início dos seus 40 anos, Keisling mudou-se para casa na Pensilvânia, onde se tornou uma ativista dos direitos dos transgêneros. Ela primeiro copresidiu a Coalizão de Direitos de Gênero da Pensilvânia, período em que reconheceu a necessidade de uma presença ativista profissional em Washington para pessoas transgênero. Ela voltou para Washington em 2002 e fundou o Centro Nacional para a Igualdade Transgênero em 2003.
Além do seu trabalho como diretora executiva do Centro Nacional para a Igualdade Transgénero, Keisling também atuou no conselho de diretores do grupo de jovens LGBTQ Common Roads e no comité de direção da Coligação de Direitos da Pensilvânia em todo o Estado.
Em reconhecimento ao seu ativismo, Keisling ganhou prêmios da PFLAG; do Equality Forum; do GayLaw; do Transgender Law Center; da Harvard Bisexual, Gay, Lesbian, Transgender and Supporters Alliance; e do Out for Work, entre outros. Em 2017, ela foi incluída na lista da revista Ms. Magazine das "45 mulheres feministas para seguir no Twitter".

### Centro Nacional para a Igualdade Transgênero
Durante seu mandato como diretora executiva, o Centro Nacional para a Igualdade Transgênero (National Center for Transgender Equality, NCTE, em inglês) obteve inúmeras vitórias políticas. Em 2007, Keisling e o NCTE colideraram a "United ENDA", uma coalizão de mais de 400 organizações de direitos LGBTQ que faziam lobby por uma versão da Lei de Não Discriminação no Emprego que tivesse proteções explícitas para indivíduos transgêneros. Embora o projeto de lei não tenha sido aprovado, foi a primeira legislação inclusiva de transgêneros a ser proposta ao Congresso dos EUA e rendeu a primeira audiência no Congresso sobre questões de direitos transgêneros. Sob o governo Obama, o NCTE também fez lobby com sucesso pela modificação dos regulamentos do Departamento de Estado, permitindo que pessoas transgênero alterassem o marcador de gênero em seu passaporte sem necessariamente terem se submetido a uma cirurgia de reconstrução genital.
Em 2008, o NCTE fez uma parceria com a Força-Tarefa Nacional LGBTQ para lançar a Pesquisa Nacional de Discriminação de Transgêneros (National Transgender Discrimination Survery, NTDS, em inglês). Então o maior estudo de indivíduos transgêneros nos Estados Unidos, o NTDS entrevistou 6 450 residentes transgêneros sobre suas experiências de discriminação em áreas como emprego, moradia, saúde e educação, entre outras. As descobertas do NTDS desde então informaram as políticas públicas nos Estados Unidos, como no Departamento de Habitação e Desenvolvimento Urbano, que baseou novos regulamentos de habitação para proteger pessoas LGBTQ no estudo.
Em 2015, o NCTE deu continuidade ao NDTS lançando o US Transgender Survey (USTS), até então o maior levantamento de indivíduos transgêneros nos Estados Unidos. Quase 28 mil residentes transgêneros participaram do levantamento, que cobriu uma ampla gama de tópicos relacionados à vida familiar, saúde, moradia, renda, emprego, discriminação, assédio e violência, serviço militar, participação política e outros. Além do relatório nacional completo, o NCTE divulgou vários relatórios de análise com foco em estados específicos.
Em sua capacidade como diretora executiva do NCTE, Keisling tem sido uma fonte frequentemente citada de comentários políticos na grande mídia americana. Ela apareceu como convidada em canais de notícias como CNN, C-SPAN, Fox News, e MSNBC. Ela é frequentemente citada em jornais, revistas de notícias e fontes de notícias online, incluindo The New York Times, The Washington Post, The Guardian, Time, BuzzFeed, e The Huffington Post. Keisling também publicou artigos de opinião em vários veículos, incluindo The New York Times, Time, NBC, CNN, e The Huffington Post.

### Prisão na Carolina do Norte
Em 2016, o governador da Carolina do Norte, Pat McCrory, sancionou a Lei de Privacidade e Segurança de Instalações Públicas, eliminando assim as proteções antidiscriminatórias para pessoas LGBTQ e legislando que, em prédios governamentais, os indivíduos só podem usar banheiros e vestiários que correspondem ao sexo registrado em suas certidões de nascimento. Em um ato de protesto durante uma visita ao Capitólio do Estado da Carolina do Norte para pedir ao governador que revogasse a lei, Keisling usou o banheiro feminino no gabinete do governador, postando uma foto da porta do banheiro nas redes sociais. Conforme ela relatou ao BuzzFeed News, outras mulheres no banheiro não responderam negativamente à sua presença e um policial estadual na área não tomou nenhuma medida para impedi-la ou repreendê-la. Keisling foi posteriormente presa junto com outros manifestantes por realizar um protesto no Edifício Legislativo do Estado da Carolina do Norte.

### Acusações de racismo
Em 2019, a maioria dos funcionários do NCTE demitiu-se da organização sem fins lucrativos, alegando preocupações sobre a cultura do local de trabalho e os maus-tratos aos funcionários trans e aos membros da comunidade de cor sob a liderança de Keisling, reduzindo o número total de funcionários da organização de 23 para apenas 7. Uma carta aberta de ex-funcionários publicada pela revista Out afirmou que 60% dos funcionários que saíram entre 2012 e 2019 eram pessoas de cor, a maioria das quais havia "expressado fortes queixas de racismo dentro da organização".
Durante esse tempo, a ativista transgênero e jornalista Monica Roberts publicou um artigo em seu blog vencedor do prêmio GLAAD Media, TransGriot, que acusava Keisling de chamá-la e Dawn Wilson, uma colega ativista transgênero negra sulista, de "palavra com n arrogante" na Southern Comfort Conference de 2002. Wilson corroborou o relato de Roberts a um repórter do NewNowNext, acrescentando que ela e Roberts ouviram que foram chamadas de calúnia por Keisling em segunda mão por várias pessoas diferentes na conferência, enquanto Keisling negou suas acusações dizendo: "Eu nunca usei essa palavra. Se estivesse na minha cabeça, nunca esteve na minha boca."
Em resposta à dissolução do pessoal do NCTE e às declarações feitas por Roberts e Wilson, mais de 400 líderes da comunidade transgénero escreveram uma carta aberta apelando à responsabilização no NCTE. Os signatários da carta incluíam Andrea Jenkins, a primeira mulher negra abertamente transgênero eleita para um cargo público nos Estados Unidos, e a lutadora de artes marciais mistas transgênero aposentada Fallon Fox.
Após a saída de Keisling da NCTE no verão de 2021, a organização emitiu uma declaração comprometendo-se com o antirracismo e a responsabilização no local de trabalho, que incluía a admissão de que a organização havia fomentado uma cultura de domínio branco e expulsado funcionários de cor.